# LXXXIX. Armeekorps
LXXXIX. Armeekorps var en tysk armékår under andra världskriget. Kåren organiserades den 2 augusti 1942.

## Befälhavare
Kårens befälhavare:
- General der Panzertruppen Alfred von Hubicki 2 augusti - 18 december 1942
- Generalleutnant Hugo Höfl  18 december 1942–30 april 1943
- General der Panzertruppen Alfred von Hubicki 30 april - 11 juni 1943
- General der Infanterie Werner von und zu Gilsa  11 juni 1943–12 januari 1944
- Generalleutnant Friedrich-Wilhelm Neumann  12 januari 1944–29 januari 1944
- General der Infanterie Werner von und zu Gilsa  29 januari 1944–23 november 1944
- General der Infanterie Gustav Höhne  23 november 1944–8 maj 1945

Stabschef:
- Oberstleutnant Hans-Dietrich von Boeltzig  1 januari 1943–1 april 1943
- Oberst Fritz Ulrich  1 april 1943–1 september 1944
- Oberst Otto Eckstein  20 september 1944–22 november 1944
- Oberstleutnant Kurt Reschke 1 december 1944-8 maj 1945